# Syndrom Bambiego
Treść tego artykułu od 2024-10 może nie być zgodna z zasadami neutralnego punktu widzenia.
Dokładniejsze informacje o tym, co należy poprawić, być może znajdują się w dyskusji tego artykułu.
 Po wyeliminowaniu niedoskonałości należy usunąć szablon {{Dopracować}} z tego artykułu.

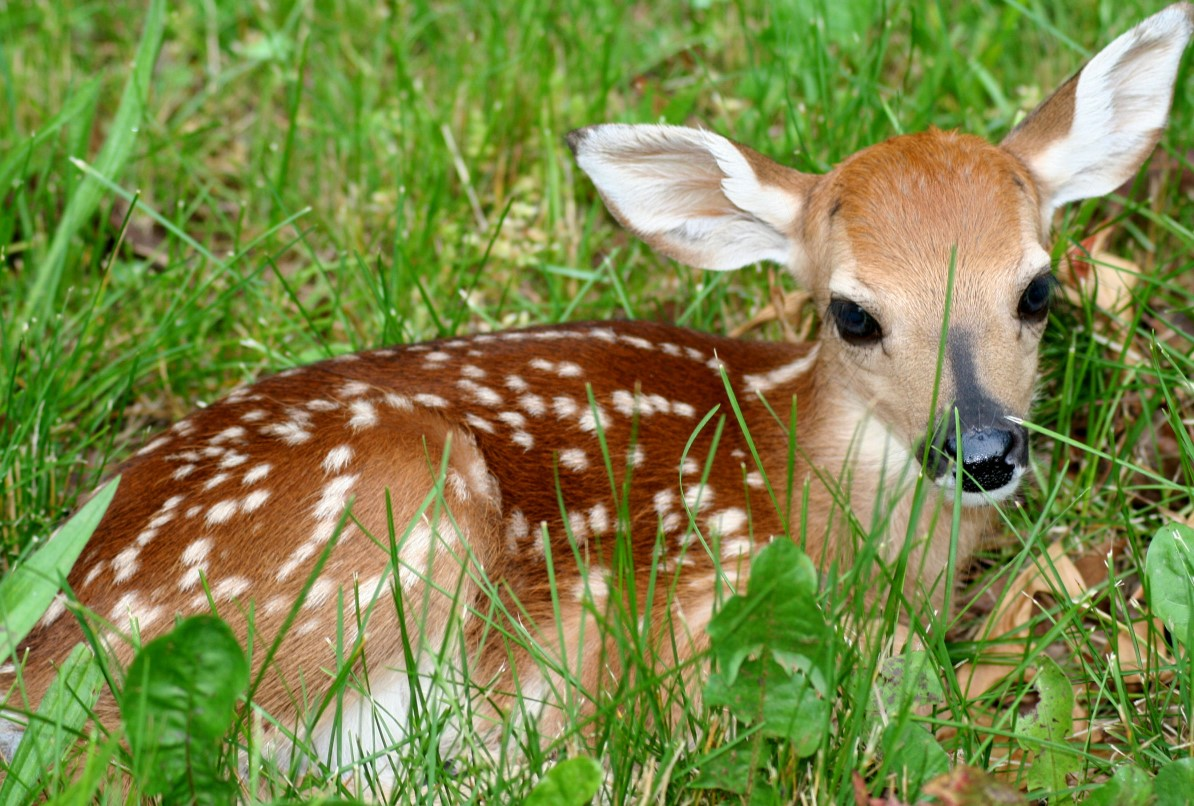
Młode Mulaka białoogonowego, którym jest główny bohater filmu fabularnego wytwórni filmowej Disney pod tytułem Bambi z 1942 roku.

Syndrom Bambiego lub Kompleks Bambiego (ang. Bambi syndrome, Bambi complex, Bambi factor; niem. Bambi-Syndrom) – emocjonalne, wyidealizowane, infantylne i naiwne postrzeganie natury, zwłaszcza świata zwierząt (szczególnie dzikich), jako konsekwencja braku rzeczywistego i obiektywnego spojrzenia na nią, charakteryzujące się polaryzacją na „dobrą” naturę i „złego” człowieka. Postawa kreowana w dzieciństwie głównie przez filmy rysunkowe, reklamy i inne przekazy z dziedziny kultury masowej. Pewna forma antropomorfizacji.

## Etymologia
Nazwa „syndrom Bambiego” nawiązuje bezpośrednio do disneyowskiego filmu animowanego z 1942 roku o tytułowym jelonku Bambim, będącego luźną adaptacją powieści z 1923 roku Bambi: Opowieść leśna autorstwa austriackiego pisarza Feliksa Saltena. Premiera tego filmu poskutkowała zmianą sposobu postrzegania myśliwych przez opinie publiczną i dwukrotnym zmniejszeniem liczby polowań 
na jelenie w Stanach Zjednoczonych.
Film sprawił że słowo „Bambi” zyskało ikoniczne znaczenie w dyskursach i debatach na temat polowań. W 1973 roku prezes amerykańskiego stowarzyszenia National Shooting Sports Foundation i redaktor magazynu „Field & Stream”, poświęconego myślistwu, wędkarstwu i rekreacji pozadomowej, Warren Page, stwierdził, że:

W tym kraju jesteśmy poddawani praniu mózgu przez całe pokolenie. Nie tylko nasze dzieci, ale także nasze żony, bracia, matki, kuzyni i szwagrowie są nieustannie bombardowani mitem Disneya od 25 lat w filmach i telewizji. W cudownym świecie Disneya zwierzęta są słodsze od ludzi. Wilki spędzają czas, bawiąc się jak małe kocięta. Lew i baranek kochają się, a człowiek jest diabłem w czarnym kapeluszu (...) którego głównym celem jest przelanie krwi Bambiego. To jest właśnie syndrom Bambiego.

W latach dziewięćdziesiątych termin „syndrom Bambiego” (niem. Bambi-Syndrom) zbadał i opisał w kontekście socjologicznym niemiecki fizyk i socjolog Rainer Brämer z Uniwersytetu Marburgskiego.

### Syndrom Bambiego a efekt Bambiego
Syndromu Bambiego nie należy mylić z efektem Bambiego, który odnosi się do lepszego traktowania zwierząt uznawanych za „urocze” — podobny aspekt jak przypadku niemowląt. Między innymi króliki są pod względem efektu Bambiego korzystniej postrzegane niż przykładowo węże.

## Opis
Elementem syndromu Bambiego jest postrzeganie przyrody jako czegoś wyłącznie pięknego, czystego i dobrego. Świadomie bądź nieświadomie umoralnia się ją, nie dostrzegając lub ignorując jej brutalne aspekty oraz uczłowieczając ją w sposób pozytywny — nadając naturze jedynie dobre i ludzkie cechy. Same zaś zwierzęta przedstawiane są jako bezbronne i niewinne stworzenia, niezdolne do okrucieństwa. Jednocześnie odmiennie i przeciwstawnie potrafi być postrzegany sam gatunek ludzki, który jest demonizowany lub dehumanizowany, a więc widziany wyłącznie jako swego rodzaju reprezentant sił złowrogich i osobliwych — obcy twór spoza świata natury, który ją tylko zaburza i najeżdża.
Zjawisko jest na stałe zakorzenione w cywilizacji zachodniej i dotyczy zwłaszcza ludności z terenów zurbanizowanych, w społeczeństwie wysoko rozwiniętym i mającym mniejszy kontakt z dziką fauną oraz florą, a wiedzę i wyobrażenie o nich czerpiącym głównie ze środków masowego przekazu niż przez pryzmat obcowania na co dzień. Dodatkowo warunkowane jest też przez czynniki wychowawcze i socjalizacyjne. Syndrom Bambiego przejawia się też skłonnością do obdarzania zwierząt większą empatią niż ludzi, a także przyjmowania postaw w kontrze do realiów cywilizacji, kultury i natury ludzkiej.

## Skutki
Syndrom Bambiego może prowadzić do różnych nieprzemyślanych i szkodliwych w skutkach zachowań i czynów, nie tylko dla człowieka, ale również dla samego środowiska naturalnego: np. zabieranie napotkanych podrostków (t.j. koźląt saren czy młodych zajęcy) z lasów i łąk, w większości przypadków gdy zwierzę nie jest przykładowo ranne czy chore i nie potrzebuje pomocy człowieka. Innym przykładem jest nieprzemyślane karmienie dzikich zwierząt pokarmem, który może się okazać dla nich szkodliwy (patrz: anielskie skrzydło), bądź samo dokarmianie, uprawiane w sposób, w którym dzikie zwierzę skojarzy człowieka z jedzeniem i niechcący się uzależni. Jeszcze inny przykładem jest odstraszanie drapieżników od ich ofiar podczas polowania.

### Przypadek Timothy’ego Treadwella
Ekstremalnym przykładem infantylnego postrzegania natury może być przypadek Timothy’ego Treadwella, amerykańskiego eko-aktywisty, miłośnika zwierząt i filmowca-zapaleńca. W latach dziewięćdziesiątych co roku wyprawiał się na teren Parku Narodowego Katmai na Alasce, by obserwować i bronić tamtejsze niedźwiedzie grizli przed domniemanymi zagrożeniami. Przy okazji wypraw powstawały amatorskie filmy, które finalnie posłużyły do produkcji filmu dokumentalnego Grizzly Man w reżyserii Wernera Herzoga. 
Pomimo licznych ostrzeżeń ze strony pracowników parku, by nie zakłócał życia dzikich niedźwiedzi (żeby nazbyt się nie zbliżał i ich nie dotykał, de facto je oswajając), Timothy kierując się swoją obsesyjną miłością do tych zwierząt i przekonaniem o możliwości harmonijnej koegzystencji, dalej angażował się w ich życie, twierdząc że wytworzył z nimi wyjątkową więź, jednocześnie zdając sobie sprawę z ryzyka swoich postępowań i godząc się na ewentualne tragiczne konsekwencje. 5 października 2003 roku został zaatakowany, rozszarpany i częściowo zjedzony, razem z jego ówczesną konkubiną, Amy Huguenard, przez jednego z tamtejszych niedźwiedzi. Zdarzenie zostało zarejestrowane dźwiękowo przez włączoną w trakcie ataku kamerę. Z uwagi na fakt ataku na człowieka i posmakowania ludzkiego mięsa, zwierzę musiało zostać zastrzelone — przez co Timothy sam stał się przykładem negatywnej ingerencji człowieka w naturę.

## Kontrowersje i krytyka
Środowiska myśliwskie uznają Bambiego za najlepsze narzędzie propagandy antyłowieckiej. W latach siedemdziesiątych XX wieku na łamach amerykańskiej prasy łowieckiej pojawiło się pejoratywne określenie „bambiści” (ang. Bambi-ist) na przeciwników myślistwa.
Środowiska antyłowieckie i pro-zwierzęce zarzucają myśliwym używanie pojęcia syndromu Bambiego głównie w przypadku konstruktywnej krytyki poszczególnych aspektów łowiectwa oraz hipokryzję w jego stosowaniu, kiedy sami idealizują przyrodę na potrzeby swojego wizerunku lub demonizują przed opinią publiczną drapieżniki będące ich konkurentami pokarmowymi.
Określenie jest używane w dużej mierze w pejoratywnym znaczeniu w stosunku do nastrojów środowisk enwironmentalistycznych. Amerykański dziennikarz Cleveland Amory, działacz na rzecz praw zwierząt, nie znosił, gdy uważało się go za „czułostkowego miłośnika Bambiego”. Podobnie filozof Tom Regan stanowczo podkreślał, że on i inni działacze na rzecz praw zwierząt nie są „szalonymi, emocjonalnymi i niewykształconymi” ludźmi z „kompleksem Bambiego”.